# Рада п'ятисот
Рада п'ятисот, Пентакосіон (дав.-гр. Βουλή των Πεντακοσίων) — вищий орган виконавчої влади та державного контролю в Стародавніх Афінах, створений у 509 р. до н. е. Клісфеном замість солонівської Ради чотирьохсот. Часто іменувалася просто Радою (дав.-гр. βουλή).
Члени Ради п'ятисот — булевти — обиралися в демах, розподілялися порівну між 10 філами, і весь склад ради ділився протягом року на 10 секцій (пританій) по філах.
В 307 р. до н. е. замість Пентакосіона був створений Гексакосіон, або «Рада шестисот».